# Chožov
Chožov (deutsch Koschow) ist eine Gemeinde in Tschechien. Sie liegt sieben Kilometer nordöstlich von Louny in den südwestlichen Ausläufern des Böhmischen Mittelgebirges und gehört zum Okres Louny.

## Geographie
Chožov befindet sich links der Eger im Quellgebiet des Chožovský potok. Das Dorf wird im Nordwesten überragt vom 359 m hohen Chožovská hora, einem langgestreckten Berg vulkanischen Ursprungs.
Nachbarorte sind Třtěno im Norden, Orasice im Südosten, Počedělice, Obora und Vršovice im Süden, Nečichy im Südwesten sowie Chraberce und Mnichovský Týnec im Nordwesten.

## Geschichte
Erstmals erwähnt wurde Chodžov 1056 in einer Urkunde des Kollegiatkapitels St. Stephan in Litoměřice. Seit 1370 ist die Kirche St. Michael nachweisbar. Die Besitzer des Dorfes wechselten häufig. Seit der Aufhebung der Patrimonialherrschaften im Jahr 1848 ist Chodžov eine selbstständige Gemeinde.

## Gemeindegliederung
Die Gemeinde Chožov besteht aus den Ortsteilen Chožov (Koschow), Mnichovský Týnec (Steinteinitz) und Třtěno (Kröndorf), die zugleich auch Katastralbezirke bilden.

## Sehenswürdigkeiten
- Kirche St. Michael
- Statue des hl. Nikolaus
- Marienstatue
- als archäologische Fundstätte gelten die Reste eines Hussitenlagers